# Son House
Eddie James House, Jr. (21 de Março de 1902 – 19 de Outubro de 1988), mais conhecido como Son House, foi um influente cantor e guitarrista de Blues Estadunidense.

## Vida
Sua data de nascimento é controversa. Ainda que os registros legais indiquem 21 de Março de 1902, o próprio Son House deu informações contraditórias ao longo de sua carreira: que estaria na meia-idade durante a Primeira Guerra Mundial, que tinha 79 anos em 1965 e que havia nascido em 1886. House nasceu em Riverton, Mississippi.
Ele tocou junto com Charley Patton, Willie Brown, Robert Johnson, "Fiddlin'" Joe Martin, e Leroy Williams.
Após matar um homem, alegadamente em legítima defesa, passou algum tempo preso em Parchman Farm, uma penitenciária de segurança máxima em Parchman, Mississippi.
Son House gravou para a Paramount Records em 1930 e para Alan Lomax da Biblioteca do Congresso dos Estados Unidos no início da década de 1940. Ele fez poucas aparições públicas até a repopularização do blues country na década de 1960, quando foi "redescoberto". A partir de então, ele excursionou pelos Estados Unidos e pela Europa, e realizou novas gravações pela gravadora CBS. Assim como Mississippi John Hurt, ele foi bem recebido na cena musical da década de 1960 e tocou no Newport Folk Festival em 1964.
Ao contrário de alguns guitarristas das décadas de 1920 e 1930, House não era um virtuoso, e não há nada de impressionante na sua técnica. Ele compensava a sua falta de técnica com um estilo poderoso e inovador, com ritmos fortes e repetitivos, muitas vezes tocados com a ajuda da técnica de slide. Sua música era dançante, feita para ser tocada em ambientes barulhentos como bares e salões de dança. House foi uma importante influência para Muddy Waters e Robert Johnson, que levariam sua música a novos horizontes. Foi House que, conversando com jovens admiradores de blues na década de 1960, espalhou o boato de que Johnson havia vendido sua alma em troca da proeza para tocar guitarra. Mais recentemente, House influenciou bandas de rock como o White Stripes, que gravou uma versão de sua música Death Letter no álbum De Stijl.
House teve diversos problemas de saúde a partir do final da década de 1960. Ele parou de se apresentar no início da década de 1970 e morreu em Detroit, Michigan, em 1988.

## Discografia
Gravações de 78 RPM
Gravado em 28 de maio de 1930, em Grafton, Wisconsin, para a Paramount Records
- "Walking Blues" (não lançado e perdido até 1985)
- "My Black Mama – Part I"
- "My Black Mama – Part II"
- "Preachin' the Blues – Part I"
- "Preachin' the Blues – Part II"
- "Dry Spell Blues – Part I"
- "Dry Spell Blues – Part II"
- "Clarksdale Moan" (não lançado e perdido até 2006)
- "Mississippi County Farm Blues" (não lançado e perdido até 2006)

Gravações para a Biblioteca do Congresso e Fisk University
Gravado em agosto de 1941, na Klack's Store, Lake Cormorant, Mississippi. Existem alguns ruídos ferroviários ao fundo em alguns títulos, já que a loja (que tinha eletricidade necessária para a gravação) ficava perto de um ramal entre Lake Cormorant e Robinsonville.
- "Levee Camp Blues", com Willie Brown, Fiddlin' Joe Martin, Leroy Williams
- "Government Fleet Blues", com Brown, Martin, Williams
- "Walking Blues", com Brown, Martin, Williams
- "Shetland Pony Blues", com Brown
- "Fo' Clock Blues", com Brown, Martin
- "Camp Hollers", com Brown, Martin, Williams
- "Delta Blues", com Williams

Gravado em 17 de julho de 1942, Robinsonville, Mississippi
- "Special Rider Blues" [teste]
- "Special Rider Blues"
- "Low Down Dirty Dog Blues"
- "Depot Blues"
- "Key of Minor" (Entrevistas: Demonstração de afinação de guitarra de concerto)
- "American Defense"
- "Am I Right or Wrong"
- "Walking Blues"
- "County Farm Blues"
- "The Pony Blues"
- "The Jinx Blues (No. 1)"
- "The Jinx Blues (No. 2)"

A música de ambas as sessões e a maioria das entrevistas gravadas foram relançadas em LP e CD.
Singles
- "The Pony Blues" / "The Jinx Blues", Parte 1 (1967)
- "Make Me a Pallet on the Floor" (Willie Brown) / "Shetland Pony Blues" (1967)
- "Death Letter" (1985)

Outros álbuns
Esta lista está incompleta.
- The Complete Library of Congress Sessions (1964), Travelin' Man CD 02
- Blues from the Mississippi Delta, com J. D. Short (1964), Folkways Records
- The Legendary Son House: Father of Folk Blues (1965), Columbia 2417
- In Concert (Oberlin College, 1965), Stack-O-Hits 9004
- Delta Blues (1941–1942), Smithsonian 31028
- Son House & Blind Lemon Jefferson (1926–1941), Biograph 12040
- The Real Delta Blues (1964–1965 gravações), Blue Goose Records 2016
- Son House & the Great Delta Blues Singers, com Willie Brown and others, Documento CD 5002
- Son House at Home: Complete 1969, Documentp 5148
- Son House (Library of Congress), Folk Lyric 9002
- John the Revelator, Liberty 83391
- American Folk Blues Festival '67 (1 cut), Optimism CD 2070
- Son House (1965-1969), Private Record PR 1
- Son House – Vol. 2 (1964–1974), Private Record PR 2 (1987)
- Father of the Delta Blues: The Complete 1965 Sessions, Sony/Legacy CD 48867
- Living Legends (1 cut, 1966), Verve/Folkways 3010
- Real Blues (1 cut, University of Chicago, 1964), Takoma 7081
- John the Revelator: The 1970 London Sessions, Sequel CD 207
- Son House (1964–1970), Document (edição limitada a 20 exemplares)
- Great Bluesmen/Newport, (2 cuts, 1965), Vanguard CD 77/78
- Blues with a Feeling (3 cuts, 1965), Vanguard CD 77005
- Masters of the Country Blues, House and Bukka White, Yazoo Video 500
- Delta Blues and Spirituals (1995)
- In Concert (Live) (1996)
- "Live" at Gaslight Cafe, N.Y.C., Jan. 3, 1965 (2000)
- New York Central Live (2003)
- Delta Blues (1941–1942) (2003), Biograph CD 118
- Classic Blues from Smithsonian Folkways (2003), Smithsonian Folkways 40134
- Classic Blues from Smithsonian Folkways, vol. 2 (2003), Smithsonian Folkways 40148
- The Very Best of Son House: Heroes of the Blues (2003), Shout! Factory 30251
- Proper Introduction to Son House (2004), Proper